# 마리보르

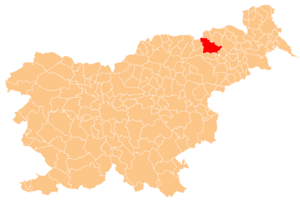
마리보르의 위치

마리보르(슬로베니아어: Maribor)는 슬로베니아 북부에 있는 도시이다. 인구 119,071(2007). 수도 류블랴나 다음 가는 슬로베니아 제2의 도시이다.
도나우강의 지류인 드라바강 연안에 위치하며, 오스트리아 국경에 접한다. 12세기에 건설된 이후 여러 민족의 교역 중심지로 발전하였다. 오랫동안 독일과 오스트리아 문화의 영향이 강했으며, 제1차 세계 대전 이전까지는 마르부르크안데어드라우(독일어: Marburg an der Drau)로 알려졌었다. 또한 당시까지는 주민의 다수가 독일어 사용자였다. 이후 유고슬라비아 왕국에 속했으나, 제2차 세계대전 때 다시 독일군에 점령당하면서 독일화 정책의 피해를 받기도 했다.
유고슬라비아 사회주의 연방공화국 시대에는 중요한 공업 중심지로 발전했으나, 1991년 독립 이후에는 유고슬라비아를 대상으로 하는 시장을 잃으면서 다소 침체되기도 했다. 2004년 슬로베니아의 유럽 연합 가입 이후에는 유럽 연합의 중요한 교역 중심지로, 국경을 접한 오스트리아와의 교역과 통행이 완전히 자유화되는 등 경제가 회복되고 있다.

## 기후
| 마리보르의 기후                                                        | 마리보르의 기후 | 마리보르의 기후 | 마리보르의 기후 | 마리보르의 기후 | 마리보르의 기후 | 마리보르의 기후 | 마리보르의 기후 | 마리보르의 기후 | 마리보르의 기후 | 마리보르의 기후 | 마리보르의 기후 | 마리보르의 기후 | 마리보르의 기후 |
| 월                                                                     | 1월             | 2월             | 3월             | 4월             | 5월             | 6월             | 7월             | 8월             | 9월             | 10월            | 11월            | 12월            | 연간            |
| ---------------------------------------------------------------------- | --------------- | --------------- | --------------- | --------------- | --------------- | --------------- | --------------- | --------------- | --------------- | --------------- | --------------- | --------------- | --------------- |
| 역대 최고 기온 °C (°F)                                                 | 17.8 (64.0)     | 21.4 (70.5)     | 25.5 (77.9)     | 28.9 (84.0)     | 32.1 (89.8)     | 35.3 (95.5)     | 37.7 (99.9)     | 39.7 (103.5)    | 32.7 (90.9)     | 27.0 (80.6)     | 25.7 (78.3)     | 19.5 (67.1)     | 39.7 (103.5)    |
| 일평균 최고 기온 °C (°F)                                               | 4.2 (39.6)      | 6.9 (44.4)      | 11.8 (53.2)     | 16.9 (62.4)     | 21.4 (70.5)     | 25.3 (77.5)     | 27.1 (80.8)     | 26.7 (80.1)     | 21.4 (70.5)     | 16.1 (61.0)     | 9.9 (49.8)      | 4.6 (40.3)      | 16.0 (60.8)     |
| 일일 평균 기온 °C (°F)                                                 | 0.0 (32.0)      | 1.7 (35.1)      | 6.0 (42.8)      | 11.0 (51.8)     | 15.6 (60.1)     | 19.5 (67.1)     | 21.0 (69.8)     | 20.4 (68.7)     | 15.5 (59.9)     | 10.7 (51.3)     | 5.7 (42.3)      | 0.8 (33.4)      | 10.7 (51.3)     |
| 일평균 최저 기온 °C (°F)                                               | −3.8 (25.2)     | −2.9 (26.8)     | 0.7 (33.3)      | 5.0 (41.0)      | 9.6 (49.3)      | 13.3 (55.9)     | 14.7 (58.5)     | 14.4 (57.9)     | 10.4 (50.7)     | 6.2 (43.2)      | 2.1 (35.8)      | −2.8 (27.0)     | 5.6 (42.1)      |
| 역대 최저 기온 °C (°F)                                                 | −26.3 (−15.3)   | −26.1 (−15.0)   | −23.9 (−11.0)   | −9.5 (14.9)     | −4.5 (23.9)     | 0.5 (32.9)      | 3.5 (38.3)      | 4.5 (40.1)      | −1.7 (28.9)     | −6.6 (20.1)     | −17.4 (0.7)     | −24.1 (−11.4)   | −26.3 (−15.3)   |
| 평균 강수량 mm (인치)                                                  | 33 (1.3)        | 43 (1.7)        | 49 (1.9)        | 62 (2.4)        | 97 (3.8)        | 107 (4.2)       | 103 (4.1)       | 101 (4.0)       | 113 (4.4)       | 87 (3.4)        | 82 (3.2)        | 60 (2.4)        | 939 (37.0)      |
| 평균 강수일수 (≥ 0.1 mm)                                               | 8               | 8               | 9               | 12              | 14              | 13              | 12              | 11              | 11              | 11              | 12              | 10              | 131             |
| 평균 월간 일조시간                                                     | 83.4            | 112.8           | 155.0           | 195.8           | 240.2           | 256.9           | 277.5           | 259.2           | 183.9           | 141.5           | 80.4            | 68.6            | 2,055.2         |
| 출처 1: 슬로베니아 환경청 (평년값: 1991년~2020년, 극값: 1950년~2020년) |                 |                 |                 |                 |                 |                 |                 |                 |                 |                 |                 |                 |                 |
| 출처 2: 미국 해양대기청 (일조시간)                                     |                 |                 |                 |                 |                 |                 |                 |                 |                 |                 |                 |                 |                 |